# Ultronics Systems
Ultronics Systems était une société de haute-technologie américaine fondée en janvier 1961 par Robert S. Sinn, George Hernan, Stan Hunkins et Sam AzeezElle a joué un rôle important dans l'Histoire de l'information financière en direct, avant d'être rachetée par la compagnie de téléphone General Telephone Enterprise (GTE) en 1967.
En août 1960, Robert S. Sinn se voit proposer par son courtier Leonard Klorfine un
prospectus sur Scantlin Electronics, la société de Jack Scantlin, qui a développé le Quotron avec succès, après l'avoir lancé en 1960. L'entrée en Bourse se révèle un triomphe. À la fin 1961, près de 800 bureaux de courtiers utilisent le Quotron, installé sur 2 500 postes de travail. Enregistrés sur bande magnétique, les cours de Bourse peuvent être transmis dans les principales villes américaines.
Robert S. Sinn décide alors de remédier aux désavantages du système mis en place par Jack Scantlin en créant sa propre société. Ultronics Systems veut faire mieux, en donnant aussi des historiques de cours, des volumes d'échanges, des plus hauts et plus bas, stockés sur une disquette magnétique, et qui peuvent être transmis dans les principales villes américaines. Il lève 22 500 dollars auprès de fonds de capital-risque au prix de 10 cents par action, et investit lui-même 5 000 dollars, tout comme son ami ingénieur Sam Azeez, cinq autres amis apportant chacun 500 dollars.
Dès la fin 1961, Ultronic Systems dispose de bureaux à New York, Philadelphie et bientôt à San Francisco et Los Angeles. 
Scantlin Electronics réagit à cette menace dès le début 1962 par la mise au point de ses propres ordinateurs, qui sont en place dès 1962, en particulier quatre grosses machines Control Data Corporation, basées à New York, tandis qu'AT&T offre le service "dataphone", pour les transmissions. 
En 1962, Michael Nelson, directeur de Reuters Economic Services se rend à New York, pour négocier avec Jack Scantlin les droits sur son invention hors des États-Unis, mais ne parvient pas à le convaincre. Il doit alors se retourner en 1963 vers son concurrent Ultronics Systems, avec qui il est en affaires depuis 1961.
Le 23 avril 1964, l'agence de presse britannique Reuters signe un accord avec Ultronics Systems, qui permet la création du service Reuters Ultronics Report et de l'option Stockmaster, diffusant les cours de bourse, avec seulement trois chiffres à l'écran. L'opération réussit et lance le développement des services d'information financière par électronique.
Le service est alors commercialisé au prix de 750 dollars par mois, et s'appuie sur les lignes téléphoniques. 
Avec l'aide de General Telephone Enterprise (GTE), qui l'a rachetée en 1967 la société va installer progressivement 10 000 boitiers aux États-Unis. Dès 1969, Reuters et Ultronic Systems ont 1 100 postes de travail installés chez 300 abonnés, dans dix pays européens. 
Les différents acteurs vont ensuite s'allier, Reuters approvisionnant près de 40000 écrans, distribués également par Scantlin Electronics, et Bunker Ramo, créée en 1964 pour fusionner la société de télégraphie boursière Teleregister et son Telequote, avec Thompson Ramo Wooldridge, du scientifique Simon Ramo.
L'accord avec Reuters ne sera dénoncé qu'en 1971, pour avoir d'autres partenaires plus grands et plus nombreux. C'est l'année de la création du Nasdaq par la National Association of Securities Dealers.